# Усть-Кыртымья
Усть-Кырты́мья — упразднённая деревня в Таборинском районе Свердловской области России.

## Географическое положение
Располагалась на правом берегу реки Волчимья у места её впадения в Тавду в 70 км к северо-западу от районного центра села Таборы, в 4,5 км от деревни Кыртымья, в 10 км от деревни Носово и в 312 км к северо-востоку от Екатеринбурга. В 500 м к югу от Усть-Кыртымьи располагалась деревня Красная Горка.

## История
Деревня Усть-Кыртымья была основана в 1940-е годы.